# 超人高校
《超人高校》（英語：Sky High）是2005年美國超級英雄喜劇電影，講述一所為青少年超級英雄而設的空中學校。此電影导演為迈克·米特切尔，编剧為Paul Hernandez、Robert Schooley以及Mark McCorkle，並由凱莉·普雷斯頓、邁克·安格拉諾、丹妮尔·帕娜贝克、瑪麗·伊莉莎白·文斯蒂德以及寇特·羅素饰演。

## 劇情
主人公威尔出生于一个超级英雄家庭，之后到“超人高校”就读。

## 演员
- 邁克·安格拉諾饰演威尔·斯特朗霍德
主人公，同時繼承了父母親的超能力
- 寇特·羅素饰演指挥官
威尔的父亲，能力是力大和刀枪不入
- 凱莉·普雷斯頓饰演飞行女侠
威尔的母亲，能力是超音速飞行且擅长徒手格斗
- 瑪麗·伊莉莎白·文斯蒂德饰演格温
本体是鬼难缠（麻烦天王），能控制科技